# Jirkov zastávka
Jirkov zastávka – przystanek kolejowy w miejscowości Jirkov, w kraju usteckim, w Czechach. Znajduje się na wysokości 335 m n.p.m.
Jest zarządzany przez Správę železnic. Na przystanku istnieje możliwość zakupu biletu i rezerwacji miejsc.

## Linie kolejowe
- 130 Ústí nad Labem - Chomutov